# Le Pomarancio (Niccolò Circignani)
Pour les articles homonymes, voir Pomarancio.
Niccolò Circignani dit le Pomarancio, né entre 1530 et 1535 à Pomarance, dans la province de Pise en Toscane, et mort vers 1590, est un peintre italien maniériste de la Renaissance tardive, le père d'Antonio Circignani qui est surnommé comme lui.

## Biographie

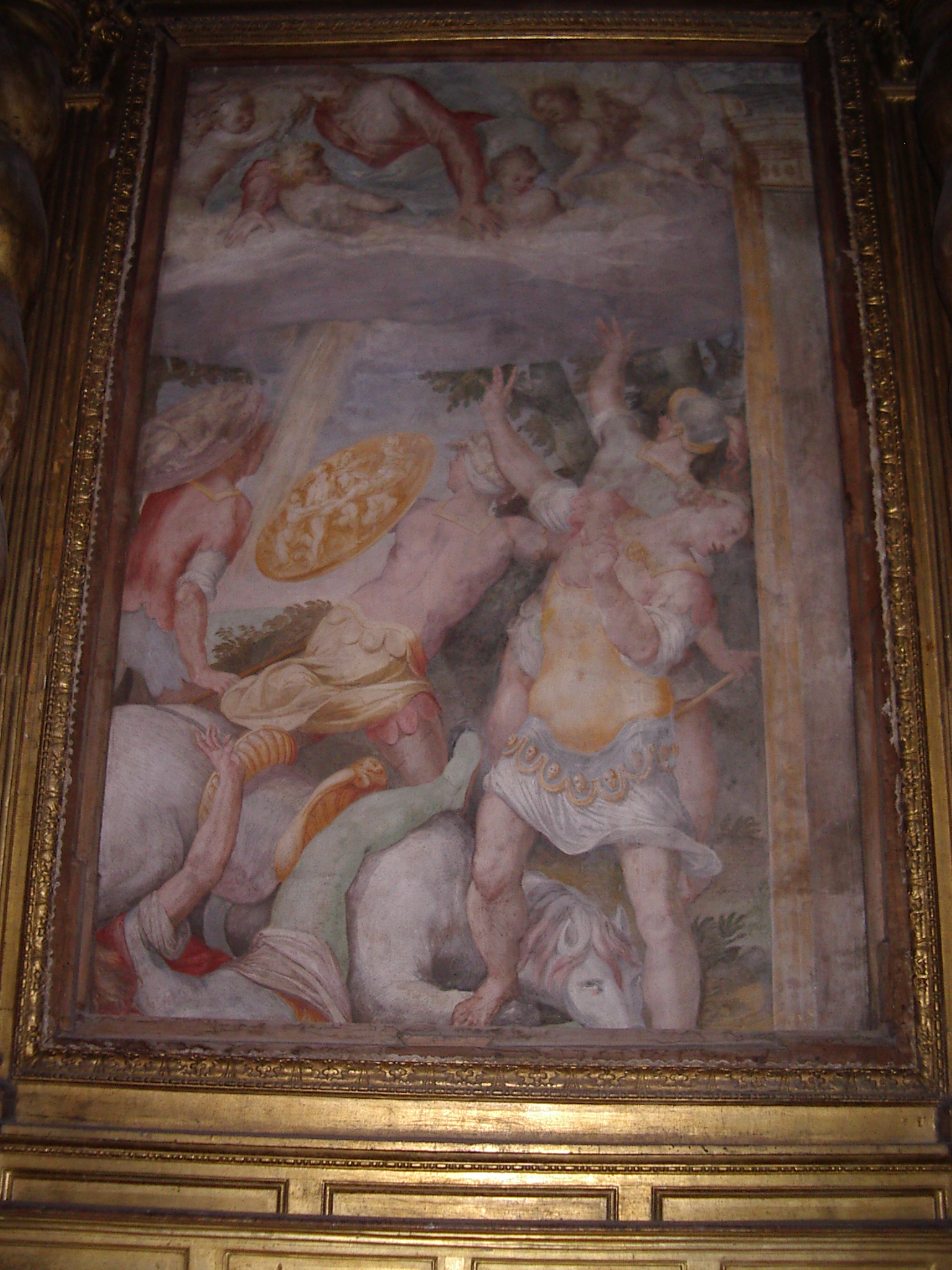
Conversion de saint Paul, Duomo di Città di Castello.

Niccolò Circignani a commencé à peindre vers l'an 1562 à Rome où il réalisa les fresques du Belvedere au Vatican en collaboration avec Santi di Tito.
Par la suite on trouve des témoignages de son passage à Orvieto (1570), Umbertide (1572), Città di Castello (1573 - 1577) et à Città della Pieve.
Il collabora avec Hendrick van den Broeck à la  Cathédrale d'Orvieto et en 1568 il a peint à fresque l'église  de la Maestà delle Volte à Pérouse, la Résurrection (1569) à Panicale) et une Annonciation (1577, actuellement conservée à la pinacothèque de Città di Castello.
Il réalisa aussi les fresques à thèmes mythologiques comme le Giudizio di Paride, Storie dell'Eneide et autres en collaboration avec Giovanni Antonio Pandolfi dans le Palazzo della Corgna à Castiglione del Lago.
En 1579 il retourna à Rome où il travailla avec Mattheus Bril et decora la Sala della Meridiana de la Torre dei Venti et dans les loges du Vatican (1580-1583).
Entre 1582 et 1583, il a peint les fresques de l'église San Stefano Rotondo (24 scènes imitant des sculptures, avec des tons jaunes représentant l'histoire et le martyre de saint Étienne et de son culte. Secondé par Antonio Tempesta, il y peignit également des fresques représentant 34 martyres de chrétiens de l'Antiquité, scènes d'un réalisme aussi terrible qu'effrayant. Le cycle débute avec la Crucifixion de Jésus-Christ, suivi par le martyre de saint Étienne, et avec la représentation du martyre de chacun des Apôtres. Toutes les peintures comportent une inscription relatant la scène représentée, avec le nom de l'empereur qui a ordonné l'exécution, ainsi que des citations d'Écriture sainte. Les fresques peuvent paraître morbides, la représentation, très réaliste, des tortures et des exécutions pouvant inspirer l'horreur, mais illustrent le fait que rien ne peut vaincre la foi chrétienne.

## Œuvres

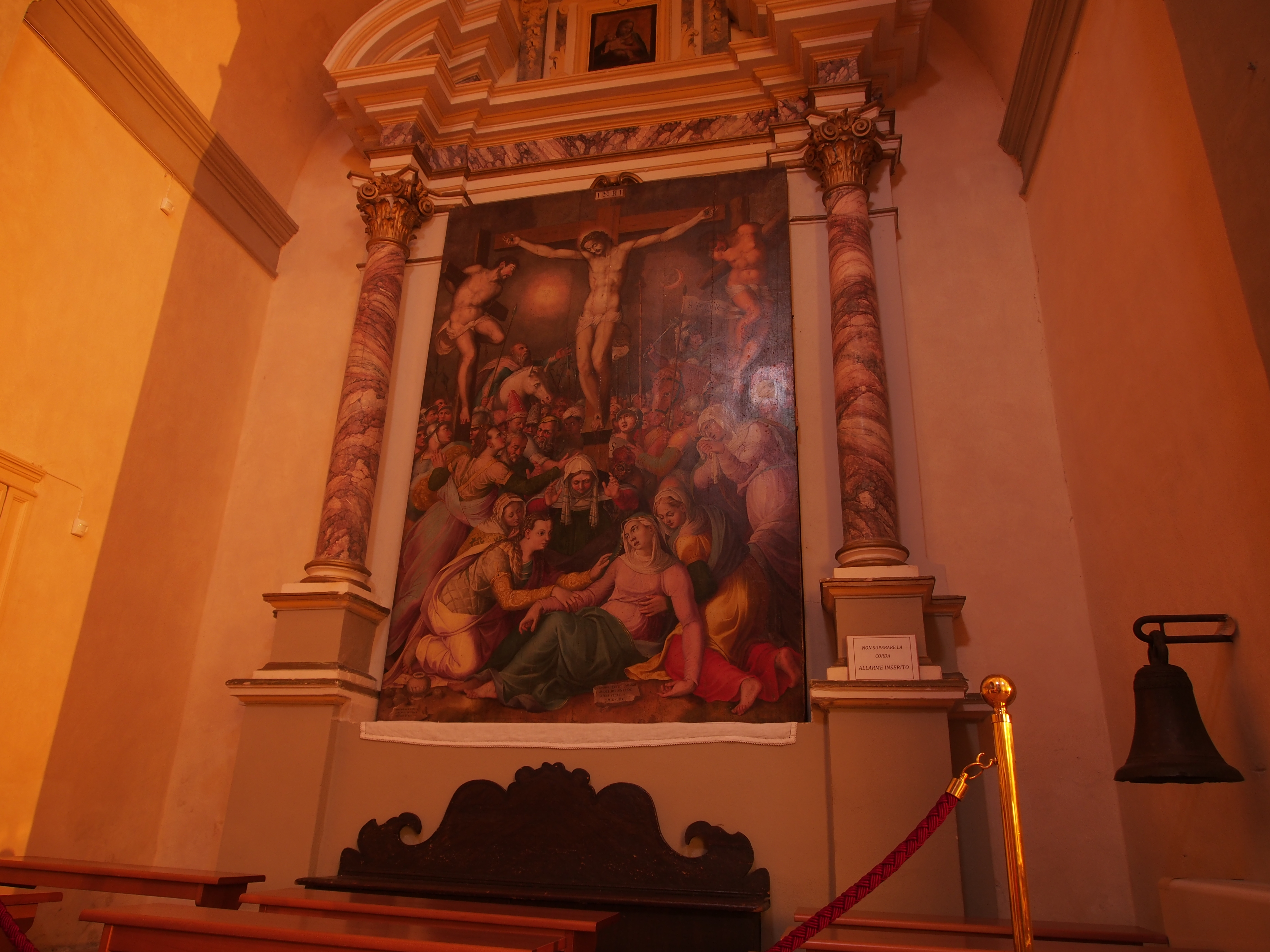
Crucifixion (1570), église San Michele Arcangelo, Citerna.

- Fresques, de l'église Santo Stefano Rotondo, Rome
- Fresques de la nef (la Madone de la Joie), église San-Lorenzo-in-Damaso, Rome
- Fresques de coupole de l'église Sant'Antonio Abate, Rome (1585).
- Conversion de saint Paul, Duomo, Città di Castello.
- Vierge à l'Enfant en Gloire entre Anges et Saints, (1577), musée Santa  Croce, Umbertide,
- Ascension de la Vierge avec les saints Benoît, Romuald, Sanin et un évêque (1578), Collegiata, Umbertide,
- Crucifixion (1570), huile sur toile, église San Michele Arcangelo, Citerna
- Déposition, église San Francesco, Citerna